# Helmut Knochen
Helmut Knochen (Maagdenburg, 14 maart 1910 - Offenbach am Main, 4 april 2003) was een Duitse plaatsvervangend commandant van de Sicherheitspolizei (Sipo) en de geheime dienst in Parijs tijdens de Tweede Wereldoorlog. Hij nam tijdens de Tweede Wereldoorlog actief deel aan de Holocaust.
Na de oorlog werd hij opgepakt en in juni 1946 werd hij door een Britse militaire rechtbank in Wuppertal ter dood veroordeeld wegens het vermoorden van Britse piloten in de Vogezen. Hij werd niet geëxecuteerd, maar op 1 juli 1947 uitgeleverd aan Frankrijk, waar hij op 10 oktober 1954 door een militaire rechtbank in Parijs opnieuw ter dood werd veroordeeld. Deze straf werd in 1958 omgezet in een levenslange gevangenisstraf en in december 1962 werd hij vervroegd vrijgelaten.
Helmut Knochen overleed op 93-jarige leeftijd.

## Militaire loopbaan
- SS-Sturmmann der Reserve: januari 1945[2]
- SS-Schütze: 27 september 1944[2] (gedegradeerd)
- Oberst der Polizei:[1] 25 januari 1943[2]
- SS-Standartenführer: 5 mei 1942[2][1]
- SS-Obersturmbannführer:[3] 30 januari 1941[2]
- SS-Sturmbannführer:[3] 30 januari 1939[2]
- SS-Hauptsturmführer:[3] 11 september 1938[2]
- SS-Obersturmführer: 30 januari 1938[2]
- SS-Untersturmführer: 20 april 1937[2]

## Lidmaatschapsnummers
- NSDAP-nr.: 1 430 331[3], 1495405 (lid geworden 5 november 1932[2])
- SS-nr.: 280 350[3] (lid geworden 30 januari 1937[2])

## Decoraties
- IJzeren Kruis 1939, 1e Klasse[1] (12 november 1939[2]) en 2e Klasse (12 november 1939[2])
- Ehrenwinkel der Alten Kämpfer
- SS-Ehrenring[1]
- Ehrendegen des Reichsführers-SS[1]
- Medaille ter Herinnering aan de 13e Maart 1938[2]
- Anschlussmedaille[2]
- Gesp „Prager Burg“[2]